# Tresnay
Tresnay település Franciaországban, Nièvre megyében. Lakosainak száma 132 fő (2022. január 1.). Tresnay Aubigny, Villeneuve-sur-Allier, Chantenay-Saint-Imbert és Toury-sur-Jour községekkel határos.

## Népesség
A település népessége az elmúlt években az alábbi módon változott:
| Lakosok száma | 188  | 165  | 154  | 148  | 142  | 137  | 135  | 134  | 132  |
|               | 2013 | 2015 | 2016 | 2017 | 2018 | 2019 | 2020 | 2021 | 2022 |